# Andreu Jacob
Andreu Jacob Martinez Foglietti känd som Andreu Jacob, född 1971 i Barcelona är en katalansk-norsk kompositör.